# Ifigenia in Tauride (Traetta)
Ifigenia in Tauride és una òpera en tres actes composta per Tommaso Traetta sobre un llibret italià de Marco Coltellini. S'estrenà al Palau de Schönbrunn de Viena el 4 d'octubre de 1763.